# Paraboea effusa
Paraboea effusa är en tvåhjärtbladig växtart som beskrevs av Brian Laurence Burtt. Paraboea effusa ingår i släktet Paraboea och familjen Gesneriaceae. Inga underarter finns listade i Catalogue of Life.